# 22-й саміт G7
22-й саміт Великої сімки — зустріч на вищому рівні керівників держав Великої сімки, проходив 27-29 червня 1996 року в місті Ліон (Франція).

## Учасники
| Core G7 members   |                   |                    |                 |
| Учасник           | Учасник           | Представляє        | Посада          |
| Канада            | Канада            | Жан Кретьєн        | Прем'єр-міністр |
| Франція           | Франція           | Жак Ширак          | Президент       |
| Німеччина         | Німеччина         | Гельмут Коль       | Канцлер         |
| Італія            | Італія            | Романо Проді       | Прем'єр-міністр |
| Японія            | Японія            | Хасімото Рютаро    | Прем'єр-міністр |
| Велика Британія   | Велика Британія   | Джон Мейджор       | Прем'єр-міністр |
| США               | США               | Білл Клінтон       | Президент       |
| Європейський Союз | Європейський Союз | Вім Кок            | Президент ЄС    |
| Гості             |                   |                    |                 |
| Гість             | Гість             | Представляє        | Посада          |
| Росія             | Росія             | Віктор Черномирдін | Прем'єр-міністр |